# Џеферсонвил (Илиноис)
Џеферсонвил (енгл. Jeffersonville) град је у америчкој савезној држави Илиноис.

## Демографија
По попису из 2010. године број становника је 367, што је 1 (0,3%) становника више него 2000. године.
| Група             | 2000.       | 2010.       |
| Белци             | 354 (96,7%) | 361 (98,4%) |
| Афроамериканци    | 5 (1,4%)    | 0 (0,0%)    |
| Азијати           | 0 (0,0%)    | 0 (0,0%)    |
| Хиспаноамериканци | 9 (2,5%)    | 5 (1,4%)    |
| Укупно            | 366         | 367         |